# Martin Archer Shee
Ne pas confondre avec l'officier et homme politique Martin Archer-Shee (en) (1873-1935).
Pour les articles homonymes, voir Archer (homonymie), Shee et George Archer-Shee.
Martin Archer Shee, né en 1769 ou en 1770 à Dublin, et mort en août 1850 à Brighton, est un peintre de portraits et le président de la Royal Academy.

## Biographie
Martin Archer Shee est né le 20 décembre 1769 à Dublin,, ou le 23 décembre 1770.
Après avoir suivi les cours de l'école de dessin à Dublin, il arrive à Londres en 1788 et entre aux écoles de la Royal Academy en 1790. Ses débuts sont difficiles et il réalise des portraits pour vivre. Il en réussit quelques-uns d'acteurs et de personnages connus et sa réputation s'établit. Il commence à exposer à la Royal Academy et à la British Institution en 1789 et cesse ses envois après 1845. Il est nommé associé à la Royal Academy en 1798, académicien en 1800 et, après la mort de Thomas Lawrence, il est appelé à la Présidence en 1830. 
Il joue un rôle important dans l'action menée vers cette époque par le gouvernement pour la protection officielle des arts picturaux.
Il peint notamment le duc de Clarence, Guillaume IV, la reine Adélaïde, la reine Victoria et le prince Albert.
Martin Archer Shee meurt le 13 ou le 19 août 1850 à Brighton,.

## Œuvres
- Jeune paysanne[1]
- Duc de Leinster[1]
- Driane abandonnée[1]
- W. Roscoe[1]
- Lewis (rôle du marquis dans l'heure de minuit)[1]
- Sir Francis Bardett[1]
- Win Popham[1]
- Th. Picton[1]
- Baron Redesdale[1]
- L'artiste[1]
- Baron Denman[1]
- Esquisse[1]
- Mme Malibran[1]

## Publications
- Rhymes on Art, 1805
- Elements of art, 1809
- Alasco, 1824
- Oldcourt, 1829